# Latweeschu Awises

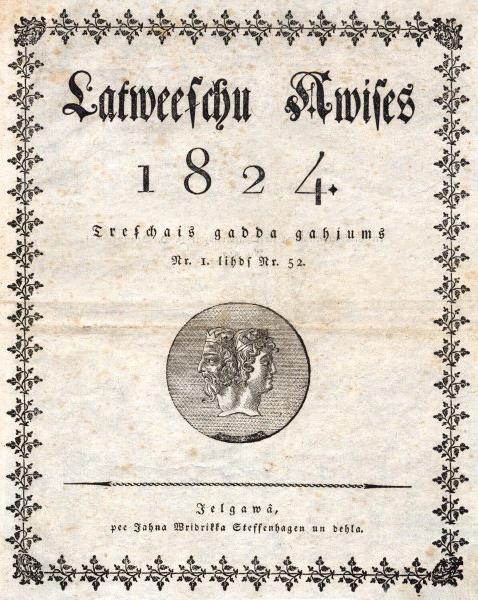
Titelblatt 1824

Latweeschu Awises (neue Orthographie Latviešu Avīzes, Deutsch: Lettische Zeitung) war die erste lettischsprachige Zeitung. Sie erschien von 1822 bis 1915 und wurde in Mitau herausgegeben.

## Personen

### Redakteure
Erster Redakteur 1822–1826 war Karl Friedrich Watson.
- 1822–1826 Karl Friedrich Watson / Kārlis Frīdrihs Vatsons
- 1831–1835 Julius Wilhelm Theophil von Richter
- 1835–1849 Wilhelm Christian Pantenius / Vilhelms Kristiāns Pantēnijs
- 1849–1866 Rudolf Schulz / Rūdolfs Šulcs
- 1867–1903 August Bielenstein / Augusts Bīlenšteins
- Jānis Veismanis (bis 1908)

### Autoren
In den ersten Jahren waren die Autoren vor allem deutsche Pastoren.
- Karl Friedrich Wilhelm Kallmeyer
- Ernst August von Raison[2]

Im Magazin Band 15 heißt es

„Es ist sichtbar, daß die ehrenwerthesten Männer Kurlands ihre Hand boten, um dem Volke ein litterarisches Hilfsmittel zu seiner geistigen Fortbildung, so umfassend wie möglich, zu geben. Wir finden darin, neben Originalliedern und neben Bearbeitungen deutscher Dichtungen, auch sehr instructive prosaische Aufsätze, wie z. B. einen Abriß der Geschichte Rußlands von der Gründung des Reiches bis zum Tode Kaiser Alexanders I.. Darstellungen aus der Geschichte Kurlands, einige Kapitel aus der Astronomie und physikalischen Geographie u. s. w. Die Namen der Verfasser bürgen für die Gediegenheit der Arbeiten. Wir begegnen unter ihnen Männern, wie R. Schulz, Pauffler, Kallmeyer, Elverfeld, Mylich, Katterfeld, Richter, von der Launitz, Düllo, Runtzler, Wagner, und später Hesselberg, Raison, Kawall und vielen anderen.“

## Druckerei
- 1822–1853: J. F. Stefenhāgens un dēls (Johann Friedrich Steffenhagen und Sohn)